# Pengubaian
Pengubaian is een bestuurslaag in het regentschap Kaur van de provincie Bengkulu, Indonesië. Pengubaian telt 224 inwoners (volkstelling 2010).